# Scott Scheffler
Scott Scheffler dit Scottie Scheffler, né le 21 juin 1996 à Ridgewood (États-Unis), est un golfeur professionnel américain.
Mis au golf dès son plus jeune âge après son déménagement près de Dallas, Scott Scheffler est rapidement mis en valeur par ses performances golfiques et se forme au côté de Randy Smith, entraîneur de Justin Leonard. Il remporte de nombreux tournois junior dont le Championnat junior des États-Unis amateur en 2013. Toujours amateur à l'université, il continue sa progression, remporte entre autres la Walker Cup en 2017 et dispute l'Open américain en 2016 et 2017. Il devient professionnel en 2018 et joue le circuit Korn Ferry Tour, circuit secondaire américain du PGA Tour. Il y remporte deux victoires et est désigné « Joueur de l'année » en 2019 lui garantissant son intégration au PGA Tour à partir de 2020. Sa première saison au PGA Tour se clôt par la récompense de « Meilleur débutant » du circuit PGA. Il accumule de nombreuses places d'honneur lors de ses deux premières saisons, puis s'impose à partir de 2022 comme le patron du circuit. Il remporte quatre tournois sur le PGA en 2022 dont son premier titre de tournoi majeur avec le Masters devant le Nord-irlandais Rory McIlroy et devient numéro un mondial, puis confirme en 2023 et 2024 avec cinq autres victoires dont The Players Championship à deux reprises et un nouveau Masters. Il est désigné « Joueur de l'année » du PGA en 2022, 2023 et 2024, remportant également le classement des gains et reste numéro un mondial 135 semaines au total où seuls Rory McIlroy et l'Espagnol Jon Rahm interrompt par période son hégémonie.
Le 4 août 2024, il remporte la médaille d’Or aux Jeux Olympiques de Paris, sur le parcours du Golf National de Guyancourt.

## Biographie

### Enfance et jeunesse
Scott Alexander Scheffler naît le 21 juin 1996 à Ridgewood dans l'État du New Jersey aux États-Unis. Il grandit dans la ville de Montvale dans le New Jersey jusqu'à l'âge de six ans. Son père, Scott, a grandi à Englewood Cliffs et a fréquenté l'établissement scolaire privé catholique de St. Cecilia dans la même ville. Sa mère, Diane, a grandi à Park Ridge, commune toute proche d'Englewood Cliffs. Scottie Scheffler est l'unique garçon d'une fratrie de quatre enfants, ses sœurs se prénomment Callie, Molly et Sara. À trois ans, Scottie Scheffler débute le golf avec son père qui emmène ses quatre enfants sur le parcours du Bergen Community College, au même titre que d'autres activités en simple passe-temps.
À ses six ans, la famille déménage pour s'installer au Texas dans la ville de Dallas en raison des attentats du 11 septembre 2001 et du nouvel emploi de sa mère qui est nommée présidente directrice générale d'un cabinet d'avocats « Thompson & Knight » à Dallas, son père restant homme au foyer assurant l'éducation des quatre enfants. Il se marie  en 2020 avec Meredith Scudder originaire de Dallas, rencontrée au lycée.
À son arrivée à Dallas, il est inscrit au Royal Oaks Country Club où travaille l'entraîneur Randy Smith qui est également l'entraîneur de Justin Leonard, grand joueur américain des années 1990, vainqueur de l'Open britannique en 1997 et ancien sixième joueur mondial. Le fils de Randy Smith, Blake Smith, deviendra plus tard l'agent de Scottie Scheffler. Ses parents l'ont depuis ses premiers pas accompagné dans sa passion du golf, lui et sa grande sœur Callie.

### 2019: débuts professionnels et joueur de l'année au Korn Ferry Tour
En 2018, Scottie Scheffler, après quatre années universitaires, opte pour le professionnalisme et se consacrer exclusivement au golf. Il prend part aux qualifications du circuit secondaire de la PGA Tour, le Korn Ferry Tour, et obtient sa carte de membre pour la saison 2019. Après quelques places d'honneur, il y obtient sa première victoire lors de l'Evans Scholars Invitational le 26 mai 2019 puis une seconde victoire à la première des trois tournois finaux de la saison en enlevant le titre du Championnat Nationwide Children's Hospital le 18 août 2019. Ce dernier résultat, incorporant les dix top-10 sur vingt tournois disputés, lui permet à vingt-trois ans, de remporter le classement des points nouvellement mis en place et le titre de « Joueur de l'année » du circuit Korn Ferry, succédant au Sud-coréen Im Sung-jae vainqueur en 2018. Ainsi, ce statut l'amène à obtenir la carte de membre du PGA Tour pour la saison 2020. Il occupe à l'issue de cette saison le rang de 87e mondial.

### 2020: Membre du PGA Tour et meilleur débutant de l'année
Débuté en septembre 2019, la saison 2019-2020 du PGA Tour commence par le Military Tribute at The Greenbrier remporté par le Chilien Joaquín Niemann à l'issue duquel Scottie Scheffler termine 7e. Après une 3e place au Championnat des Bermudes en novembre 2019, il obtient un résultat marquant avec une nouvelle 3e place à l'American Express en janvier 2020 derrière Andrew Landry et Abraham Ancer alors qu'il était en tête avant le dernier jour. La saison est ensuite interrompue par la pandémie du Covid-19 et les tournois majeurs annulés à l'exception du Championnat de la PGA en août 2020. Celui-ci, disputé en septembre 2020 voit Scottie Scheffler se mêler à la lutte pour le titre. Bien placé, il rend une carte de 68 le dernier jour et termine 4e à trois coups du vainqueur Collin Morikawa. Il obtient ainsi sa place pour les Playoffs de la FedEx Cup, les trois tournois finaux de la saison. Il obtient de nouveau une 4e place au Northern Trust, le qualifiant dans les 30 meilleurs golfeurs du circuit et lui permettant de disputer la grande finale, le Tour Championship qu'il termine à la 5e place. Meilleur résultat pour un débutant dans ces finales, il est ainsi logiquement nommé « Meilleur débutant » du PGA Tour de la saison 2020, et intègre le top 30 mondial.

### 2021-2022: Trajectoire pour devenir numéro un mondial et victoire au Masters 2022
La saison 2020-2021 débute dès septembre 2020, décalage imposé par la pandémie en raison de la reprogrammation de nombreux tournois du calendrier 2020. Il dispute son premier Masters d'Augusta duquel il finit à la 19e place, puis rate sa première victoire sur le PGA Tour lors du Championnat du monde de match-play en étant défait en finale contre Billy Horschel. Pour parvenir en finale, S. Scheffler avait écarté Xander Schauffele, Ian Poulter, Jon Rahm et Matt Kuchar. Cette performance ajouté à sa troisième place au Memorial Tournament en juin 2021 lui permettent d'intégrer le top-20 mondial pour la première fois. Régulier en enchaînant des top-20 en fin de saison, S. Scheffler termine cette dernière au 21e rang mondial. Le capitaine des États-Unis, Steve Stricker, dans le cadre de la Ryder Cup 2021 décide de le sélectionner pour sa première Ryder Cup au détriment de Patrick Reed. Il remplit brillament son rôle et aux côtés de Johnson, Cantlay et Morikawa remporte sa première Ryder Cup.
Débuté en septembre 2021, la saison 2022 du circuit de la PGA démarre sous de meilleurs auspices pour S. Scheffler avec une 4e place au Championnat World Wide Technology  puis deux secondes places à l'Open d'Houston et l'évènement hors-PGA du Hero World Challenge derrière respectivement Jason Kokrak et Viktor Hovland, le faisant grimper au 11e rang mondial. Le début d'année 2022 est à son grand avantage, il obtient le 13 février 2022 sa première victoire sur le PGA Tour en remportant l'Open de Phoenix au playoff puis ajoute aux titres à l'Arnold Palmer Invitational et Championnat du monde de match-play en écartant Dustn Johnson et Kevn Kisner. Cet enchaînement de succès l'amène à devenir numéro un mondial et grand favori du Masters.

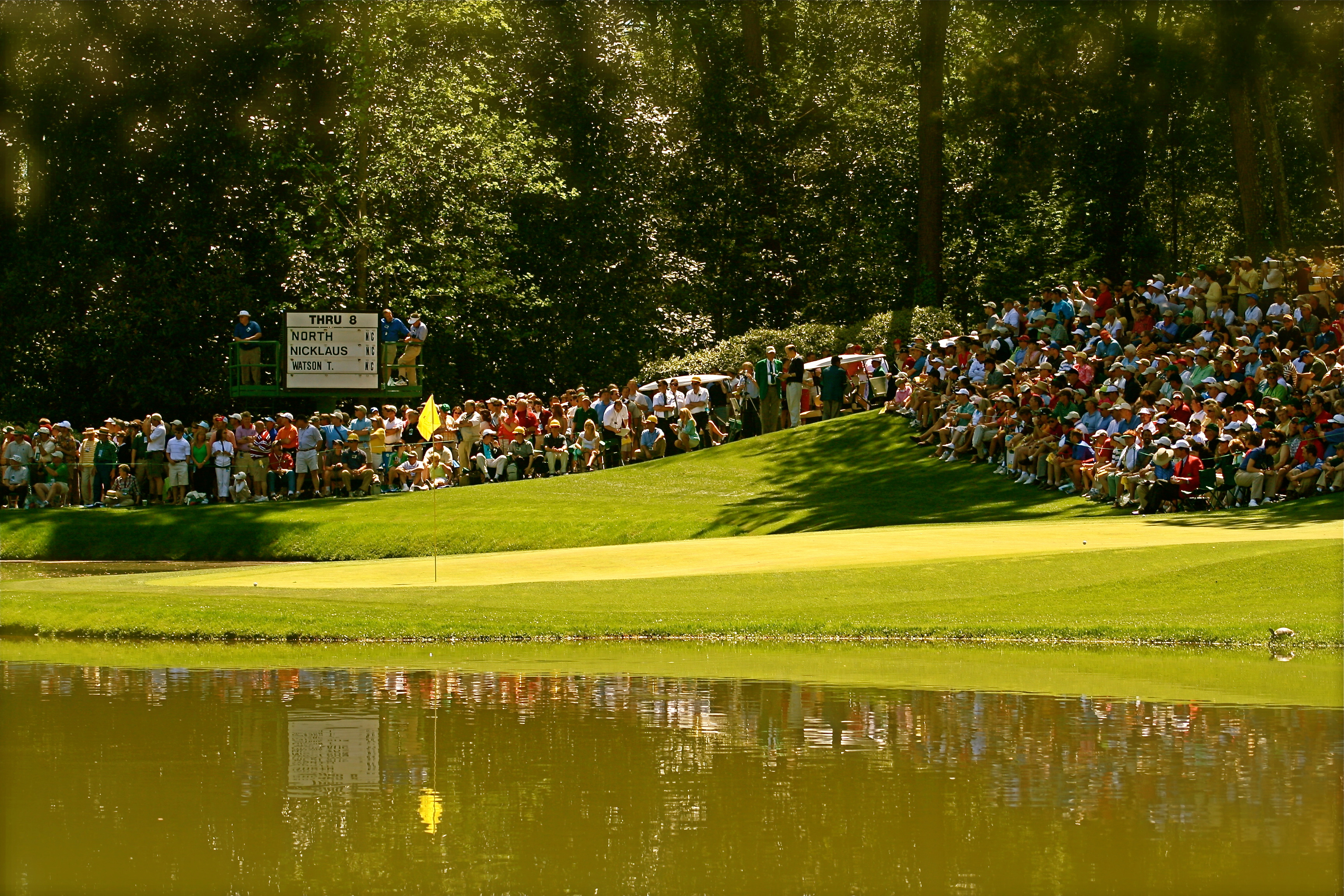
Scott Scheffler remporte en 2022 son premier tournoi majeur en s'imposant au Masters d'Augusta avec l'habit de numéro un mondial.

Dans son habit de numéro un mondial bien qu'il n'ait remporté son premier tournoi du PGA Tour que deux mois auparavant, S. Scheffler vit une ascension fulgurante en ce début d'année 2022. Il domine outrageusement les deux jours et compte cinq coups d'avance sur son plus proche poursuivant avant de voir l'Australien Cameron Smith revenir vers lui à trois coups le samedi puis un coup le dernier jour, mais une sortie de balle dans l'eau de Smith laisse S. Scheffler conclure victorieusement sa première victoire en tournoi majeur malgré un retour à trois coups de Rory McIlroy sur ce dernier avec une carte de 64 alors que S. Scheffler a rendu un 71. Il devient le cinquième numéro un mondial à s'imposer au Masters après Ian Woosnam en 1991, Fred Couples en 1992, Tiger Woods en 2001 et 2002, et Dustin Johnson en 2020.

## Affaires judiciaires
Scott Scheffler est accusé d'agression au deuxième degré contre un policier, méfait criminel au troisième degré, conduite dangereuse, et n'a pas tenu compte des feux de circulation d'un agent assurant le trafic. Il se fait arrêter le 17 mai 2024 puis est relâché.

## Palmarès

### Victoires professionnelles
| N°  | Date       | Circuit principal | Tournoi                                    | Score           | Par     | Marge   | Finaliste                                    |
| --- | ---------- | ----------------- | ------------------------------------------ | --------------- | ------- | ------- | -------------------------------------------- |
| 1.  | 26/05/2019 | Korn Ferry Tour   | Evans Scholars Invitational                | 68-70-70-63=271 | - 17    | Playoff | Marcelo Rozo                                 |
| 2.  | 18/08/2019 | Korn Ferry Tour   | Championnat Nationwide Children's Hospital | 70-68-67-67=272 | - 12    | 2 coups | Beau Hossler Ben Taylor Brendon Todd         |
| 3.  | 13/02/2022 | PGA               | Open de Phoenix                            | 68-71-62-67=268 | - 16    | Playoff | Patrick Cantlay                              |
| 4.  | 06/03/2022 | PGA               | Arnold Palmer Invitational                 | 70-73-68-72=283 | - 5     | 1 coup  | Tyrrell Hatton Billy Horschel Viktor Hovland |
| 5.  | 27/03/2022 | PGA               | Championnat du monde de match-play         | 4 and 3         | 4 and 3 | 4 and 3 | Kevin Kisner                                 |
| 6.  | 10/04/2022 | PGA               | The Masters                                | 69-67-71-71=278 | - 10    | 3 coups | Rory McIlroy                                 |
| 7.  | 12/02/2023 | PGA               | Open de Phoenix (2)                        | 68-64-68-65=265 | - 19    | 2 coups | Nick Taylor                                  |
| 8.  | 12/03/2023 | PGA               | The Players Championship                   | 68-69-65-69=271 | - 17    | 5 coups | Tyrrell Hatton                               |
| 9.  | 03/12/2023 | -                 | Hero World Challenge                       | 69-66-65-68=268 | - 20    | 3 coups | Sepp Straka                                  |
| 10. | 06/03/2024 | PGA               | Arnold Palmer Invitational (2)             | 70-67-70-66=273 | - 15    | 5 coups | Wyndham Clark                                |
| 11. | 17/03/2024 | PGA               | The Players Championship                   | 67-69-68-64=268 | - 20    | 1 coup  | Wyndham Clark Brian Harman Xander Schauffele |
| 12. | 14/04/2024 | PGA               | The Masters (2)                            | 66-72-71-68=277 | - 11    | 4 coups | Ludvig Åberg                                 |
| 13. | 22/04/2024 | PGA               | RBC Heritage                               | 69-63-65-68=265 | - 19    | 3 coups | Sahith Theegala                              |
| 14. | 09/06/2024 | PGA               | Memorial Tournament                        | 67-68-71-74=280 | -8      | 1 coup  | Collin Morikawa                              |
| 15. | 23/06/2024 | PGA               | Travelers Championship                     | 65-64-64-65=258 | - 22    | Playoff | Tom Kim                                      |
| 16. | 01/09/2024 | PGA               | Tour Championship (2)                      | 65-66-66-67=264 | - 30    | 4 coups | Collin Morikawa                              |
| 17. | 04/08/2024 | -                 | Jeux olympiques                            | 67-69-67-62=265 | - 19    | 1 coup  | Tommy Fleetwood                              |
| 18. | 08/12/2024 | -                 | Hero World Challenge (2)                   | 67-64-69-63=263 | - 25    | 6 coups | Tom Kim                                      |
| 19. | 04/05/2025 | PGA               | CJ Cup Byron Nelson                        | 61-63-66-63=253 | - 31    | 8 coups | Erik van Rooyen                              |
| 20. | 18/05/2025 | PGA               | Championnat de la PGA                      | 69-65-68-71=273 | –11     | 5 coups | Harris English Bryson DeChambeau Davis Riley |
| 21. | 01/06/2025 | PGA               | Memorial Tournament                        | 70-70-68-70=278 | –10     | 4 coups | Ben Griffin                                  |
| 22. | 20/07/2025 | PGA               | Open britannique                           | 68-64-67-68=267 | –17     | 4 coups | Harris English                               |

### Parcours en tournois majeurs
| Tournoi               | 2016 | 2017 | 2018 | 2019 | 2020 | 2021 | 2022 | 2023 | 2024 | 2025 |
| --------------------- | ---- | ---- | ---- | ---- | ---- | ---- | ---- | ---- | ---- | ---- |
| Masters               | -    | -    | -    | -    | 19e  | 18e  | 1    | 10e  | 1    | 4e   |
| Open américain        | CUT  | 27e  | -    | -    | 4e   | 8e   | CUT  | 2e   | 8e   | 7e   |
| Open britannique      | -    | -    | -    | CUT  | -    | 7e   | 2e   | 3e   | 41e  | 1    |
| Championnat de la PGA | -    | -    | -    | -    | -    | 8e   | 21e  | 23e  | 7e   | 1    |

CUT = A raté le cut

Le fond vert montre les victoires et le fond jaune un top 10.

### Classement OWGR en fin de saison
Le golf a mis en place un classement mondial, nommé l'Official World Golf Ranking, introduit en 1986.
| Année        | 2014  | 2015  | 2016  | 2017  | 2018  | 2019 | 2020 | 2021 | 2022 | 2023 | 2024 | 2025 |
| Rang mondial | 1131e | 1601e | 1866e | 1022e | 1589e | 66e  | 31e  | 12e  | 2e   | 1er  | 1er  | 1er  |